# Conus leopardus
Conus leopardus е вид охлюв от семейство Conidae. Видът не е застрашен от изчезване.

## Разпространение и местообитание
Разпространен е в Австралия (Западна Австралия, Куинсланд и Северна територия), Американска Самоа, Бангладеш, Британска индоокеанска територия, Бруней, Вануату, Виетнам, Гуам, Източен Тимор, Индия, Индонезия, Камбоджа, Кения, Кирибати, Китай (Гуандун, Гуанси, Джъдзян, Дзянсу, Фудзиен и Хайнан), Кокосови острови, Коморски острови, Мавриций, Мадагаскар, Майот, Макао, Малайзия, Малдиви, Малки далечни острови на САЩ (Атол Джонстън, Остров Бейкър, Уейк и Хауленд), Маршалови острови, Мианмар, Микронезия, Мозамбик, Науру, Ниуе, Нова Каледония, Остров Рождество, Острови Кук, Палау, Папуа Нова Гвинея, Параселски острови, Провинции в КНР, Реюнион, Самоа, САЩ (Хавайски острови), Северна Корея, Северни Мариански острови, Сейшели, Сингапур, Соломонови острови, Сомалия, Острови Спратли, Тайван, Тайланд, Танзания, Токелау, Тонга, Тувалу, Уолис и Футуна, Фиджи, Филипини, Френска Полинезия, Хонконг, Шри Ланка, Южна Корея и Япония (Кюшу и Шикоку).
Обитава пясъчните дъна на океани, морета, заливи, рифове и реки в райони с тропически климат. Среща се на дълбочина от 1,5 до 11 m, при температура на водата от 23,1 до 26,6 °C и соленост 34,6 – 35,3 ‰.